# 留庄镇 (确山县)
留庄镇，是中华人民共和国河南省驻马店市确山县下辖的一个乡镇级行政单位。

## 行政区划
留庄镇下辖以下地区：
留庄村、张里山村、石庄村、后营村、毛绳村、谭楼村、汪庄村、大赵楼村、邢河村、梅庄村、潘古洞村、刘大桥村、崔楼村、三宗寺村、李庄村、梁庄村、黑刘庄村、戴庄村、柴庄村和刘寨村。